# 大阪市立宝栄小学校
大阪市立宝栄小学校（おおさかしりつ ほうえいしょうがっこう）は、大阪府大阪市東成区にある公立小学校。

## 沿革
- 1951年7月 - 大阪市立神路小学校東今里分校開設
- 1952年4月1日 - 神路小学校から分離し大阪市立宝栄小学校として独立開校。

## 通学区域
- 大阪市東成区 深江北1丁目・2丁目・3丁目のそれぞれ一部
- 大阪市東成区 東今里1丁目・2丁目の全域、3丁目の一部
- 大阪市東成区 神路1丁目の全域、2丁目の一部

## 交通
- Osaka Metro中央線 深江橋駅 南西へ約200m。